# Počepice
Počepice är en ort i Tjeckien.   Den ligger i regionen Mellersta Böhmen, i den centrala delen av landet, 50 km söder om huvudstaden Prag. Počepice ligger 432 meter över havet och antalet invånare är 504.
Terrängen runt Počepice är kuperad söderut, men norrut är den platt. Terrängen runt Počepice sluttar norrut. Runt Počepice är det ganska glesbefolkat, med 28 invånare per kvadratkilometer. Närmaste större samhälle är Sedlčany, 7,9 km norr om Počepice. Omgivningarna runt Počepice är en mosaik av jordbruksmark och naturlig växtlighet.